# Jeroen Dijsselbloem

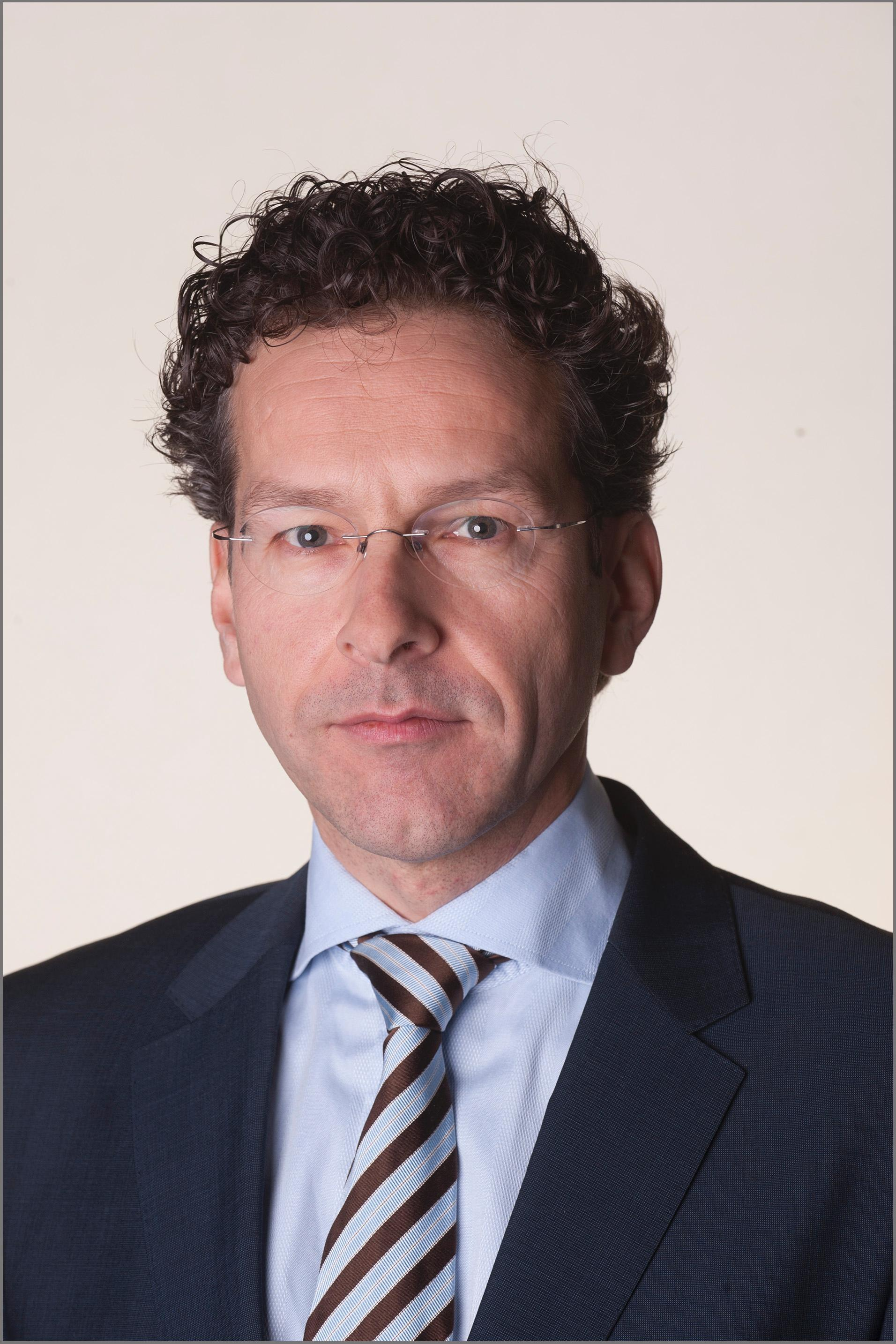
Jeroen Dijsselbloem (2012)

Jeroen René Victor Anton Dijsselbloem [dejselblom], född 29 mars 1966 i Eindhoven, är en nederländsk politiker i det socialdemokratiska partiet Partij van de Arbeid (PvdA).
Dijsselbloem var finansminister i regeringen Mark Rutte II sedan 5 november 2012, då han efterträdde Jan Kees de Jager (CDA). Sedan 21 januari 2013 var han ordförande för eurogruppen och efterträdde därmed Jean-Claude Juncker som tidigare innehade denna befattning. Dijsselbloem efterträddes som ordförande för eurogruppen av Portugals dåvarande finansminister Mário Centeno 13 januari 2018. Dijsselbloem var ledamot av det nederländska parlamentet från 2000 till 2012 med ett uppehåll 2002.